# Onthophagus tricolor
Onthophagus tricolor là một loài bọ cánh cứng trong họ Bọ hung (Scarabaeidae).